# 武陵源区
武陵源区（ぶりょうげん-く）は中華人民共和国湖南省張家界市に位置する市轄区。

## 行政区画
- 街道：軍地坪街道、鑼鼓塔街道
- 郷：協合郷、中湖郷
- 張家界国家森林公園管理処